# Oeralmasj (bedrijf)

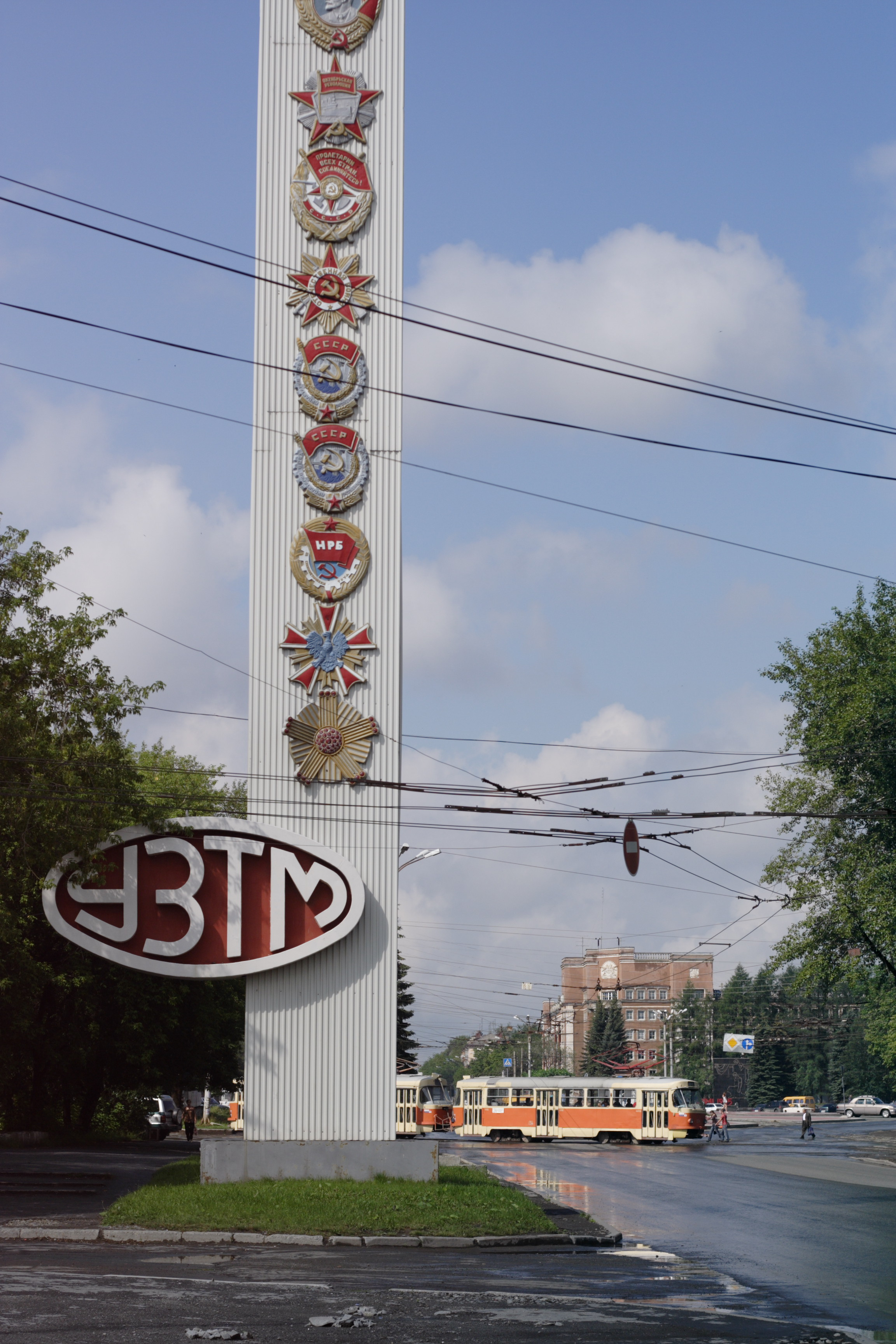
OeZTM (Oeralmasj)-bord bij de toegang naar het microdistrict

Oeralmasj (Russisch: Уралмаш), Oeralmasjzavod of OeZTM (УЗТМ), volledige naam Machinebouwfabriek van de Oeral (Russisch: Уральский Машиностроительный завод, Oeralski masjinostroitelnyj zavod), is de grootste fabriek voor zware machines in Rusland. De fabriek staat in het noordelijke district Ordzjonikidzevski van de Oeralstad Jekaterinenburg (met de gelijknamige woonwijk Oeralmasj) en is onderdeel van het staatsbedrijf OMZ, zelf deel van Atomenergoprom.

## Geschiedenis

### Sovjet-Unie
Het bedrijf werd gebouwd van 1928 tot 1933 aan het begin van de industrialisatie van de Sovjet-Unie, als gevolg van vijfjarenplannen en begon in 1933 met de productie. Tot de Tweede Wereldoorlog produceerde het bedrijf voor mijnbouw- en metallurgische bedrijven in het Oeralgebied en Siberië onder andere werktuigen voor hoogovens, sintermachines, pletterijen, persen en hijskranen. Het grootste deel van deze producten werd op basis van individuele ontwerpen gefabriceerd. Tegelijkertijd produceerde de fabriek militair materieel en eind jaren 30 begon de fabriek houwitsers van het model M-30 (122 mm kaliber) te fabriceren.
Tijdens de Tweede Wereldoorlog werden op grote schaal pantsers geproduceerd; eerst werden er gepantserde tankrompen gebouwd, vervolgens T-34 tanks en de tankjagers SU-122, SU-85 en SU-100 op het onderstel van de T-34.
De gemotoriseerde onderstellen voor wapenlopen, die bij Oeralmasj werden gebouwd, bewezen hun dienst op het slagveld, aangezien ze de beweeglijkheid van de T-34 combineerden met de grote vuurkracht van zware geschutstukken.
Na de oorlog werd door de Sovjetautoriteiten veel geïnvesteerd in de herstructurering en uitbreiding van de Oeralmasjfabriek. Door deze modernisering steeg de afzet en konden nieuwe machines en werktuigen in productie worden genomen, zoals shovels, boortorens, pletters en molens.

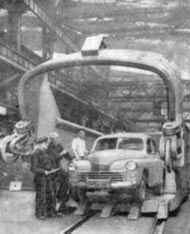
De laadbak van een van de eerste draglines van Oeralmasj met een GAZ M20 Pobeda erin, begin jaren 50

In de jaren 50 werd door de Sovjetautoriteiten een programma opgezet voor de voorziening van de vlieg- en raketsector van zware hydraulische persen. Voor dit programma werden bij Oeralmasj een aantal verschillende machines gebouwd die volledig voorzagen in werktuigen voor dit programma.
In 1949 werd in de fabriek de eerste graafmachine gebouwd. In de jaren 60 ontwierp en fabriceerde de fabriek graafmachines met armen van 90 tot 100 meter lang. Meer dan 200 lopende graafmachines werden sindsdien afgeleverd bij mijnen in Siberië en het Russische Verre Oosten. Bij een derde van de totale hoeveelheid steenkool die wordt gedolven via de dagbouw worden graafmachines gebruikt.
De boortorens die Oeralmasj fabriceerde, waren van groot belang voor de ontwikkeling van de olie- en gasregio's van de Sovjet-Unie, waaronder West-Siberië met haar strenge klimaat. Oeralmasj bouwde ook de installaties voor het Kola superdiep boorgat, dat met 13 km het diepst ooit in de aardlaag doordrong en waar voor het eerst unieke rotsmonsters naar boven werden gehaald van meer dan 3 miljard jaar oud. Ook ontwerpt het bedrijf installaties voor booreilanden.

### Oeralmasj en de maffia
In 1991 dreigde het bedrijf echter failliet te gaan, doordat het bedrijf, dat meer dan 40.000 man personeel had, zonder staatsorders kwam te zitten en de lonen niet meer kon uitbetalen. Dit vormde het begin van de grootschalige intrede van de maffia in het bedrijf. De lokale maffia, ook Oeralmasj geheten en afkomstig uit de woonwijk Oeralmasj van district Ordzjonikidzevski, had in de jaren daarvoor macht over een aantal markten in Jekaterinenburg verkregen, die zij beschermde in ruil voor 20-30% van de opbrengsten. Daarnaast produceerde en distribueerde de groep alcoholische dranken en een groot aantal andere activiteiten en verdiende zo veel geld. In ruil voor het gebruik van een aantal culturele faciliteiten verstrekten zij het bedrijf het benodigde geld. De maffiagroep Oeralmasj was uniek in het feit dat zij het geld dat zij verdienden met hun illegale activiteiten investeerden in de bedrijven die zij beschermden. Van 1992 tot 1993 brak daarop een bendeoorlog uit in Jekaterinenburg tussen de Oeralmasjgroep, de traditionele maffiagroep de "Blauwen" (vory v zakone) en de "Centralen". Hierbij vielen vele doden onder de verschillende maffiagroepen, alsook onder een aantal lokale politici en zakenmannen. De maffiagoep Oeralmasj won de strijd, al hebben de andere groepen ook nog steeds grote belangen in de stad.
Ondertussen werd Oeralmasj in december 1992 tijdens de privatiseringen van de Russische staatsbedrijven omgevormd tot een Naamloze vennootschap en werd hernoemd tot de Zware machinebouwfabriek van de Oeral. Het bedrijf Bioprotsess, later Bioprotsess-NIPEK, werd langzamerhand de belangrijkste aandeelhouder van Oeralmasj.
In de jaren na 1992 verwierf de maffiagroep steeds meer aandelen in lokale winstgevende bedrijven, tot aan het vliegveld Domodedovo in Moskou toe. Ook de belangen in de machinefabriek Oeralmasj werden vergroot. Zo zette de directeur Viktor Korovin ruim honderd dekmantelbedrijven op, die de eindproducten verkochten via door de maffia bestuurde distributiekanalen. Zijn opvolger Oleg Belonenko wist de rol van Oeralmasj in Rusland groot te houden; 90% van de mijnbouwinstallaties, 50% van de nucleaire installaties en 70% van de boortoreninstallaties van Rusland werd bij het bedrijf geproduceerd. In 1996 werd Oeralmasj verenigd met de boortoreninstallatiebouwer ZSMK onder het moederbedrijf OMZ. In 1998 zette de fabriek de eerste stappen naar een fusie met de fabrieken van Izjorsk bij Sint-Petersburg. Belonenko drong verder de invloed van de maffia terug, die overigens niet erg geïnteresseerd was in het verliesgevende bedrijf. Hij wist op 5 juli 2000 met een rechtszaak af te dwingen dat de maffiagroep niet langer de naam Oeralmasj mocht dragen. Op 10 juli 2000, drie dagen voordat hij president Poetin zou ontmoeten op de wapenexpo van Nizjni Tagil, werd hij echter vermoord voor zijn huis. Zijn dood werd zoals zoveel andere moorden nooit opgehelderd. Hij was echter niet de werkelijke baas; dat was de Georgische miljardair Kacha Bendoekidze, waardoor ook wel wordt gedacht dat er ook andere motieven in het spel kunnen zijn geweest. In december 2004 werd de leider van de maffia, Aleksandr Chabarov gearresteerd en veroordeeld, om vervolgens op 27 januari 2005 opgehangen gevonden te worden in zijn cel. In 2005 werden een groot aantal leden uit het bestuur van Oeralmasj opgepakt en veroordeeld voor verschillende criminele activiteiten. In december 2006 kondigde gouverneur Rossel aan dat hij het bedrijf, dat onder leiding van Bendoekidze was opgedeeld in 5 bedrijven en als zodanig werd verkocht door het in 5 delen, weer tot een geheel wil laten samensmelten, om het bedrijf weer een sterke speler te doen worden op de markt.

### OMZ en overname door de staat
In 2005 veranderde de fabriek ook haar naam naar Oeralmasjzavod ("Oeralmachinefabriek"). In november 2005 kocht een groep van investeerders geleid door Gazprombank 75% van de aandelen van OMZ van grootaandeelhouder Kacha Bendoekidze (die in 2004 minister van Economische Hervormingen van Georgië werd) en via de markt. Nog eens 10% was toen al in handen van de staatskas. In 2006 werden besprekingen gevoerd door Gazprombank (100% eigendom van Gazprom, dat voor iets meer dan 50% eigendom van de staat is) over het omzetten van OMZ naar een staatsbedrijf. OMZ omvat namelijk ook de fabrieken van Izjorsk bij Sint-Petersburg, die machines voor de nucleaire sector bouwt. Het bedrijf, dat in 2006 meer dan een derde van zijn inkomsten haalde uit machines voor de nucleaire sector, zal in dat geval als verticaal geïntegreerd bedrijf onder toezicht van het Federaal Agentschap voor Kernenergie (Ministerie van Kernenergie) komen te staan, dat meer dan 40 nieuwe kernreactoren wil bouwen tot 2030.

## Trivia
- De voetbalclub FK Oeral (tot 2002 bekend als Oeralmasj) en de basketbalclubs UMMC Jekaterinenburg en BK Oeral Jekaterinenburg werd lange tijd gesponsord door Oeralmasj.